# Kärramarken
Kärramarken är ett naturreservat i Askersunds kommun i Örebro län.
Området är naturskyddat sedan 2017 och är 107 hektar stort. Reservatet består av gammal hällmarkstallskog och lövrika sumpskogar 